# 3D-grafik

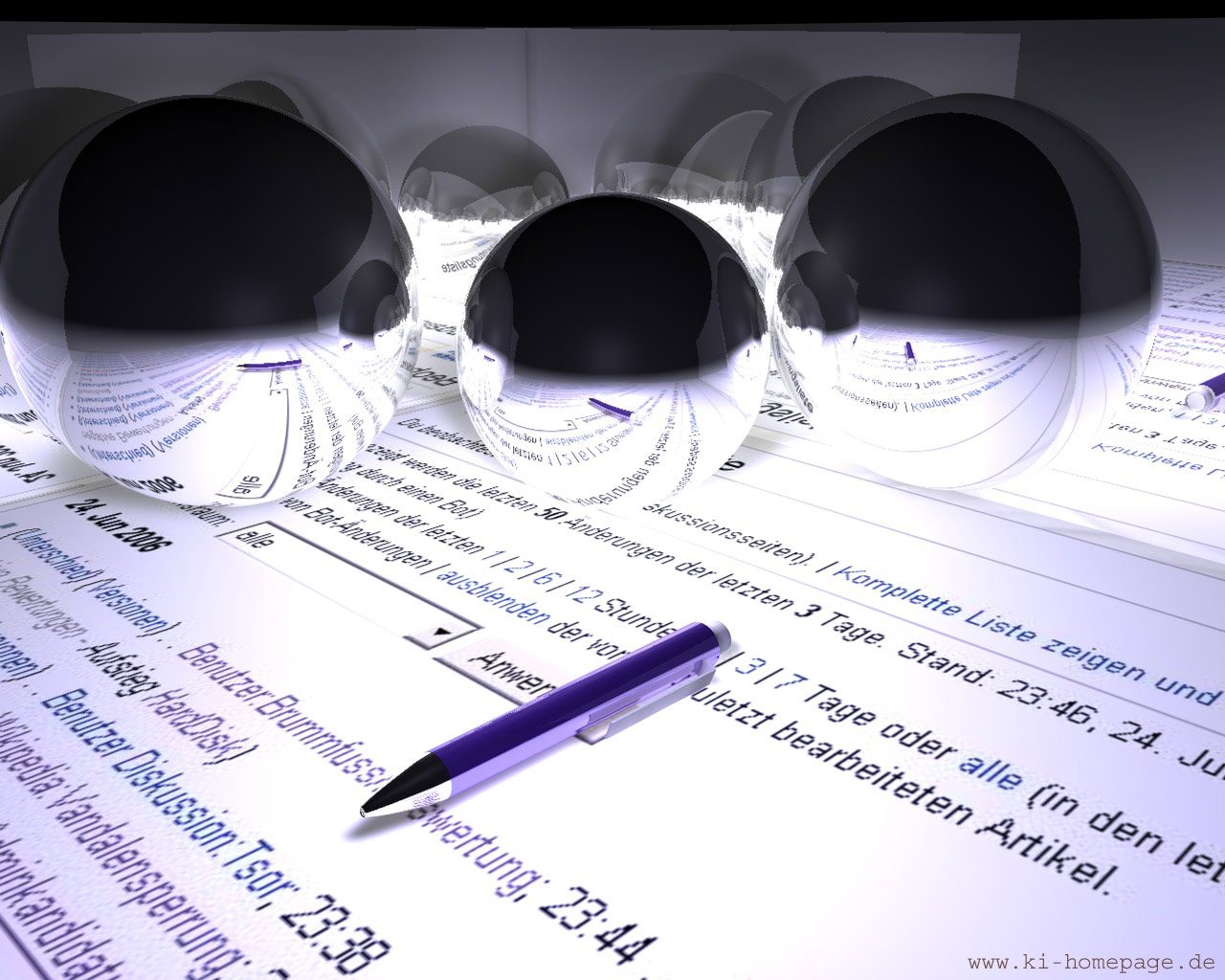
En datorgenererad tredimensionell stillbild. I sådana bilder används ofta strålföljning för att korrekt återskapa reflektioner, refraktioner och andra optiska fenomen.

Med 3D-grafik menas vanligen bilder som representerar tredimensionella objekt som skapats i en dator. Dessa bilder kan vara animationer eller stillbilder. Vanliga användningsområden idag är rörliga bilder på webben eller i datorspel och animerade filmer.
Grafiken byggs upp genom att modellera objekt i en virtuell 3D-rymd inuti datorn vars koordinater sedan projiceras på ett tvådimensionellt plan tillsammans med information om ljus och ytor. Detta skapar effekten av djup och perspektiv.
I en förlängning av 3D-grafiken finns 3D-skrivare. De gör det möjligt att skriva ut olika föremål ex. vapendelar.